# Stephen Poyntz
Stephen Poyntz, född 1685, död 1750, var en engelsk diplomat, svärfar till John Spencer, 1:e earl Spencer, morfar till George Spencer, 2:e earl Spencer.
Poyntz var en tid privatsekreterare åt lord Townshend, vann i hög grad dennes förtroende och kom därigenom in på den diplomatiska banan. Han var brittiskt sändebud i Stockholm september 1724-september 1727 och hade där till uppgift att motarbeta holsteinska partiet och det ryska inflytandet. 
Till en början hyste Poyntz och Arvid Horn en viss misstro mot varandra, i det att Poyntz var missbelåten över det inte minst genom Horns medverkan tillkomna produktplakatet av den 10 november 1724, vari han såg ett obehagligt ingrepp i Englands handelsfrihet, och Horn å sin sida misstänkte Poyntz för att gynna kung Fredrik I:s maktutvidgningsplaner. 
Sedan emellertid Poyntz för Horn röjt några av holsteinske ministern i Paris, Carl Gustaf Cederhielm, om Horn utspridda, för dennes ställning inom rådet farliga rykten, började våren 1725 mellan de båda statsmännen en livlig och förtrolig samverkan, omsider utmynnande i Sveriges accession (14 maj 1727) till Hannoverska alliansen av 3 september 1725. 
Poyntz rörde sig under de långvariga förhandlingarna inom rådet och vid riksdagen härom med rätt ansenliga penningmedel, så att Walpole, som i övrigt var belåten med den smidige diplomatens verksamhet, fann den en smula dyrbar för statskassan. 
Poyntz vistades 1728-30 i Frankrike för utförande av åtskilliga diplomatiska uppdrag, blev därpå guvernör åt Georg II:s yngre son hertigen av Cumberland och var sedermera alltjämt dennes förtrognaste rådgivare. Poyntz hade under äldre år rätt stort inflytande vid engelska hovet och blev 1735 medlem av privy council.